# Verdensrekordæg
Verdensrekordsæg refererer til et almindeligt æg, der har slået rekorden for antallet af likes på et billede på det sociale medie Instagram. Indehaveren af den tidligere rekord er realitystjernen Kylie Jenner, som med et billede af sin nyfødte datter fik 18,5 millioner likes.

## Opslag
Billedet af ægget blev lagt på Instagram den 4. januar af en ukendt person, der har oprettet en konto med navnet world_record_egg. Opslaget  lyder:
Let’s set a world record together and get the most liked post on Instagram. Beating the current world record held by Kylie Jenner (18 million)! På dansk: Lad os sætte verdensrekord sammen og få det mest likede opslag på Instagram og slå den nuværende verdensrekord, som Kylie Jenner (18 millioner) har.
I skrivende stund (kl. 12:57 den 16. januar 2019) har ægget fået 45 millioner likes.
Kl. 12:59 den 16. januar 2019 blev opslaget ændret til:
Official world record holders. På dansk: Verdensrekord indehaver.

## Reaktion
Kylie Jenner svarede på opfordringen med at klække et æg på asfalten som ’hævn’.